# Bombardier Dash 8
de Havilland Canada Dash 8 hay DHC-8, là chuỗi máy bay chở khách động cơ turboprop tầm trung, hai động cơ. Được de Havilland Canada (DHC) giới thiệu năm 1984, hiện giờ được De Havilland Canada (mới) chế tạo. Trên 1000 chiếc Dash 8 thuộc tất cả các biến thể đã được chế tạo, với dự báo của Bombardier là tổng cộng có 1.192 chiếc cho đến năm 2016.

## Biến thể

### Series 100

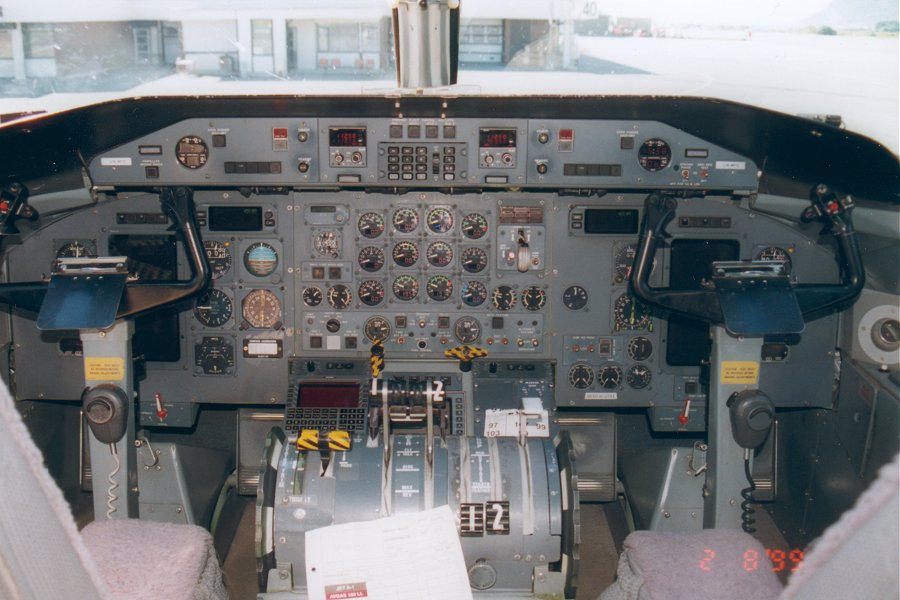
Buồng lái Q-300

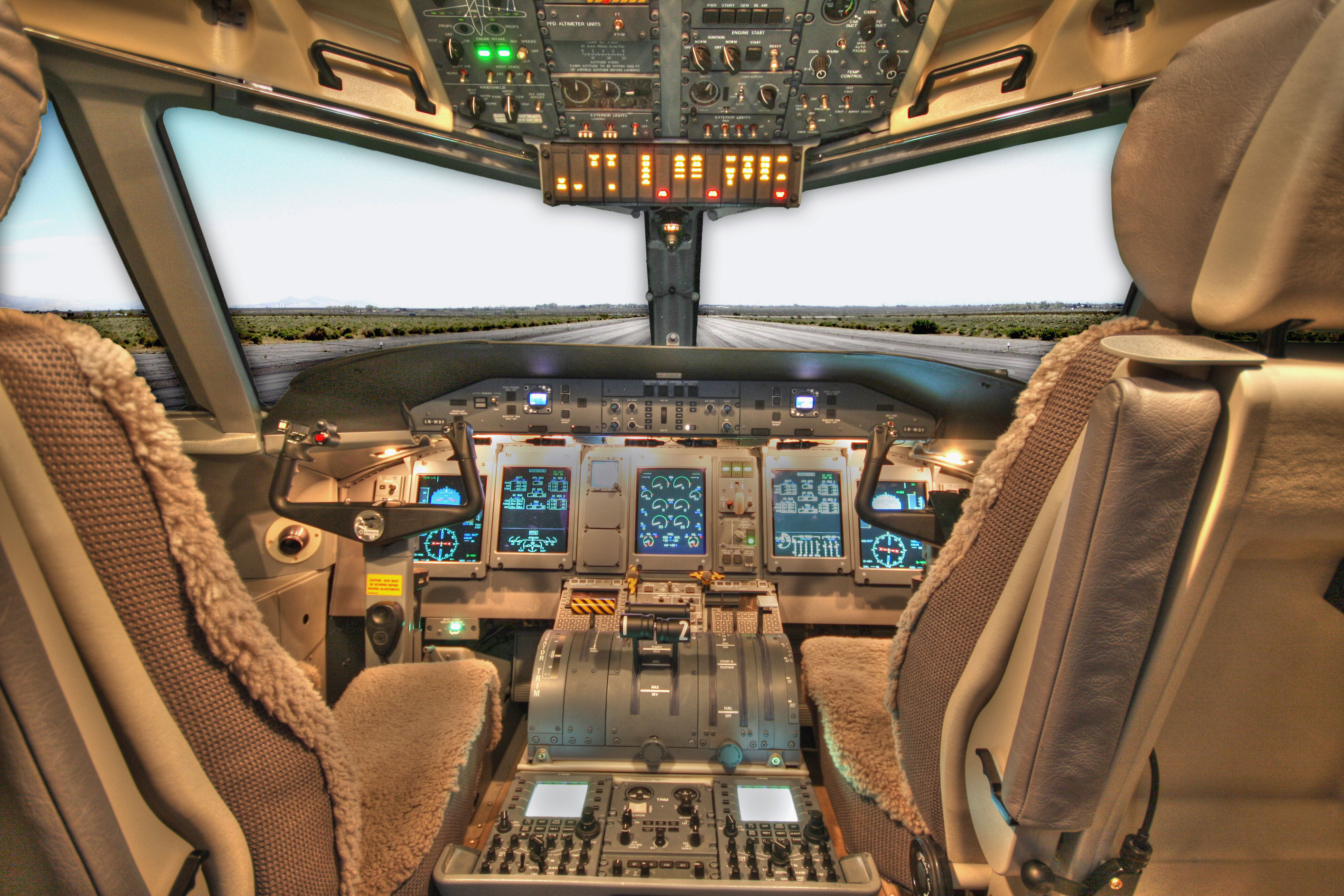
Buồng lái Q-400 NextGen

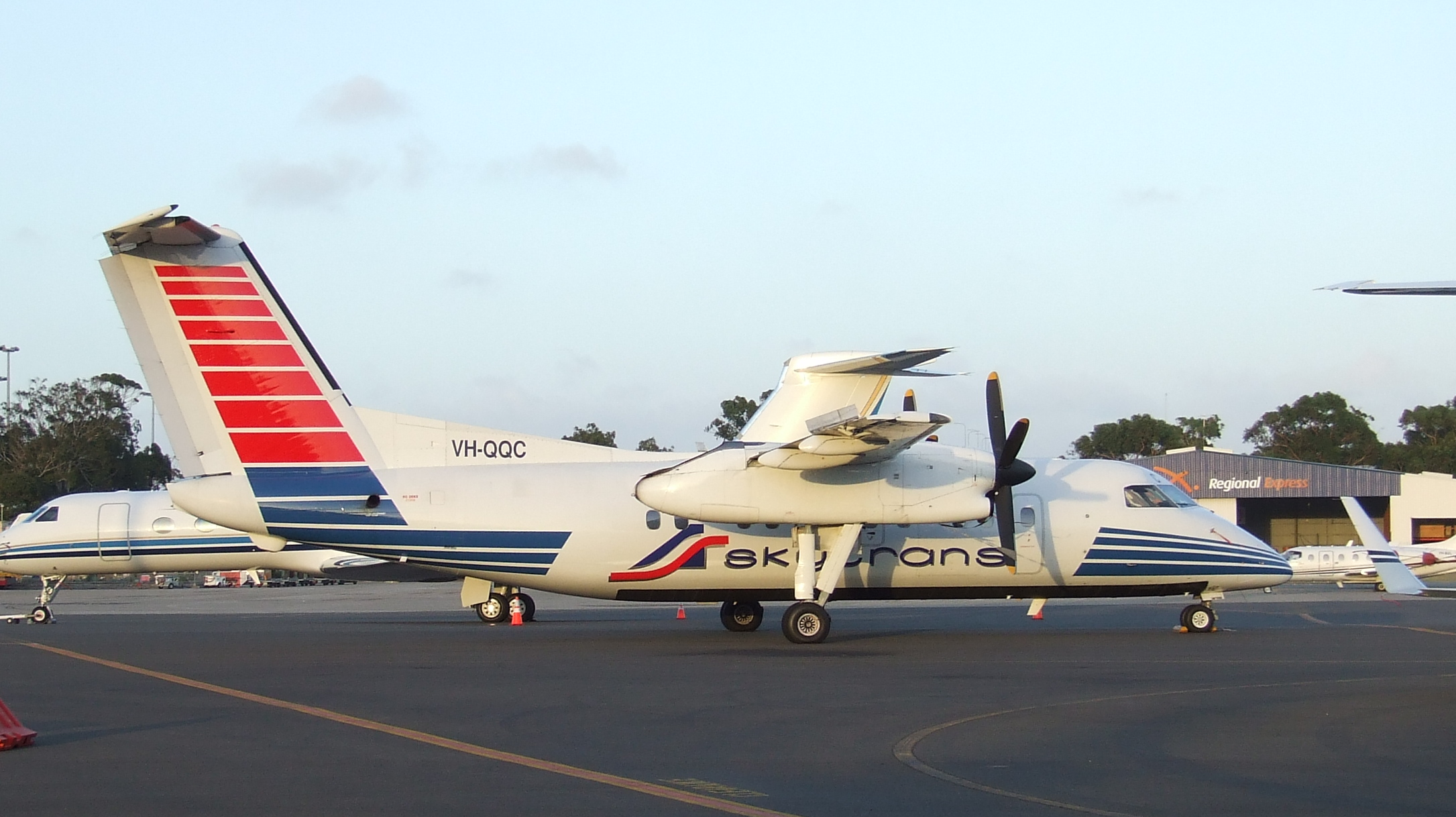
Series 100 và 200 series have the shortest fuselage length in the Dash 8 family; this is the eighth Dash 8 built, a series 100, operated by Skytrans Airlines (VH-QQC)

DHC-8-100 series
DHC-8-101
DHC-8-102
DHC-8-103
DHC-8-102A
DHC-8-106
DHC-8M-100
2 chiếc cho Transport Canada, trang bị hệ thống giám sát MSS 6000.
CC-142
CT-142
Phiên bản huấn luyện dẫn đường quân sự cho quân đội Canada.
E-9A
Một chiếc được Không quân Hoa Kỳ trang bị radar AN/APS-143(V)-1 làm nhiệm vụ kiểm soát và chỉ huy trên không.

### Series 200

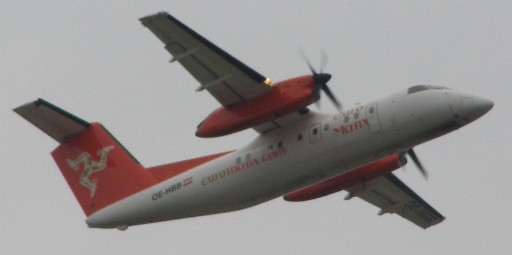
DHC-8-201 thuộc Euromanx tại sân bay Manchester

DHC-8-200 Series
DHC-8-201
DHC-8-202
Q200

### Series 300

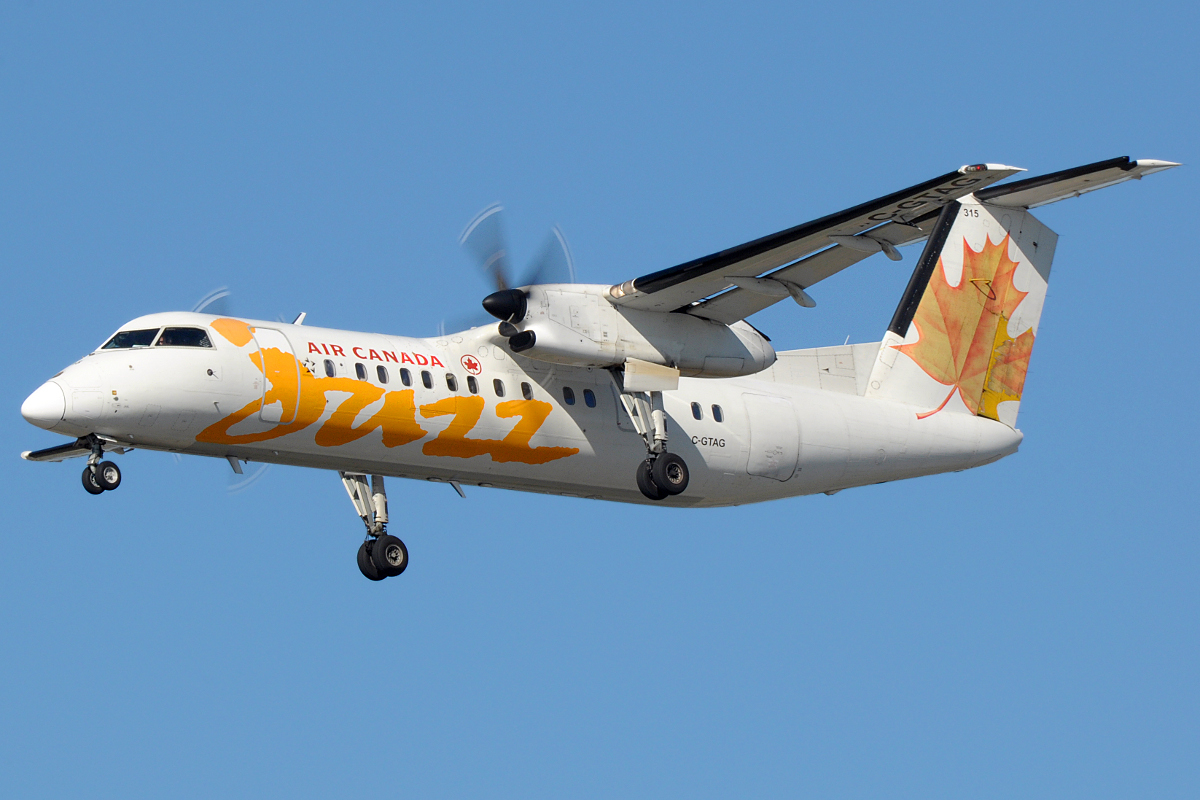
DHC-8-301 thuộc Air Canada Jazz hạ cánh tại sân bay quốc tế Vancouver năm 2011.

DHC-8-300 Series
DHC-8-301
DHC-8-311
DHC-8-314
DHC-8-315
DHC-8-300A
Q300
DHC-8-300 MSA

### Series 400

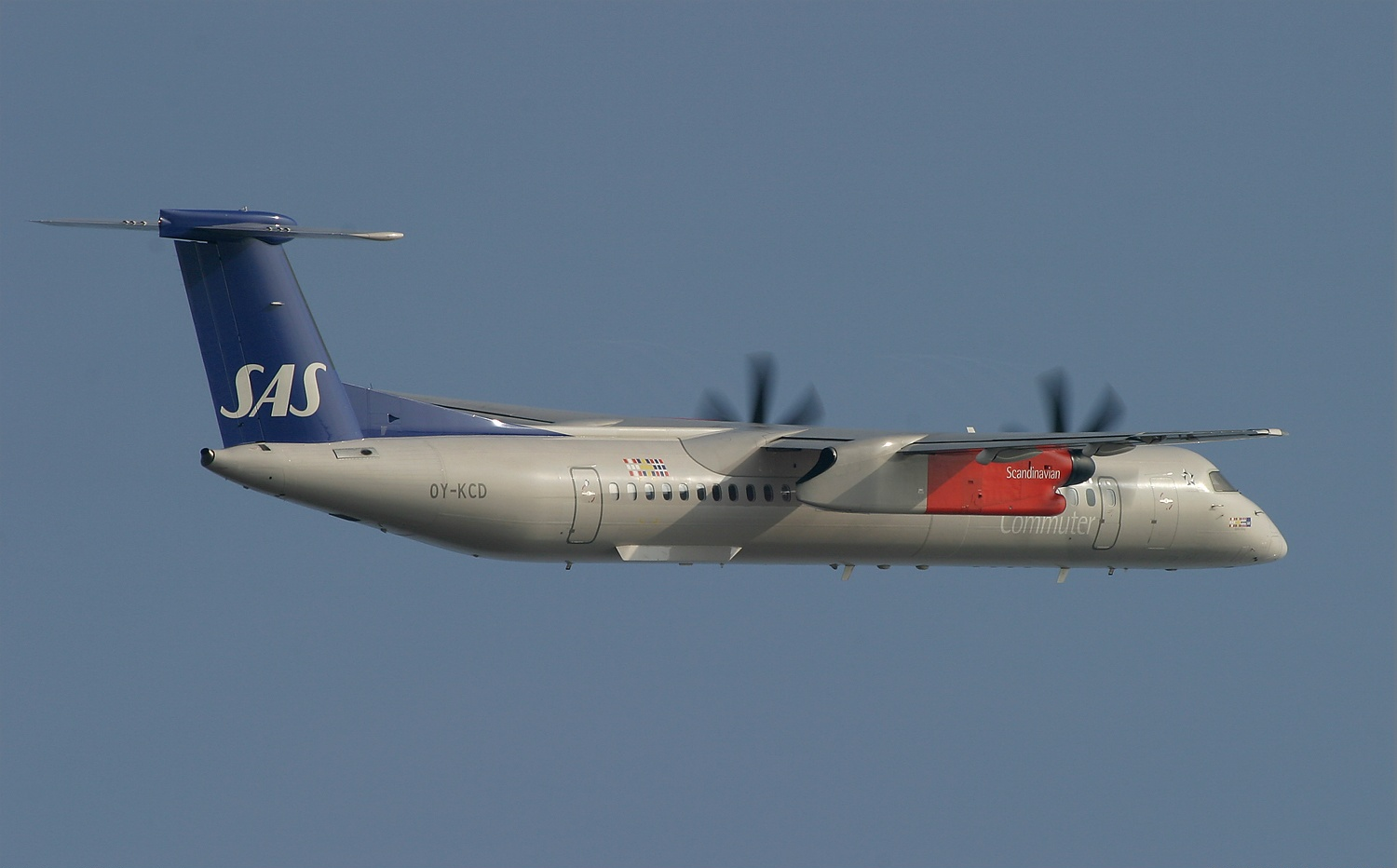
Scandinavian Airlines Q402

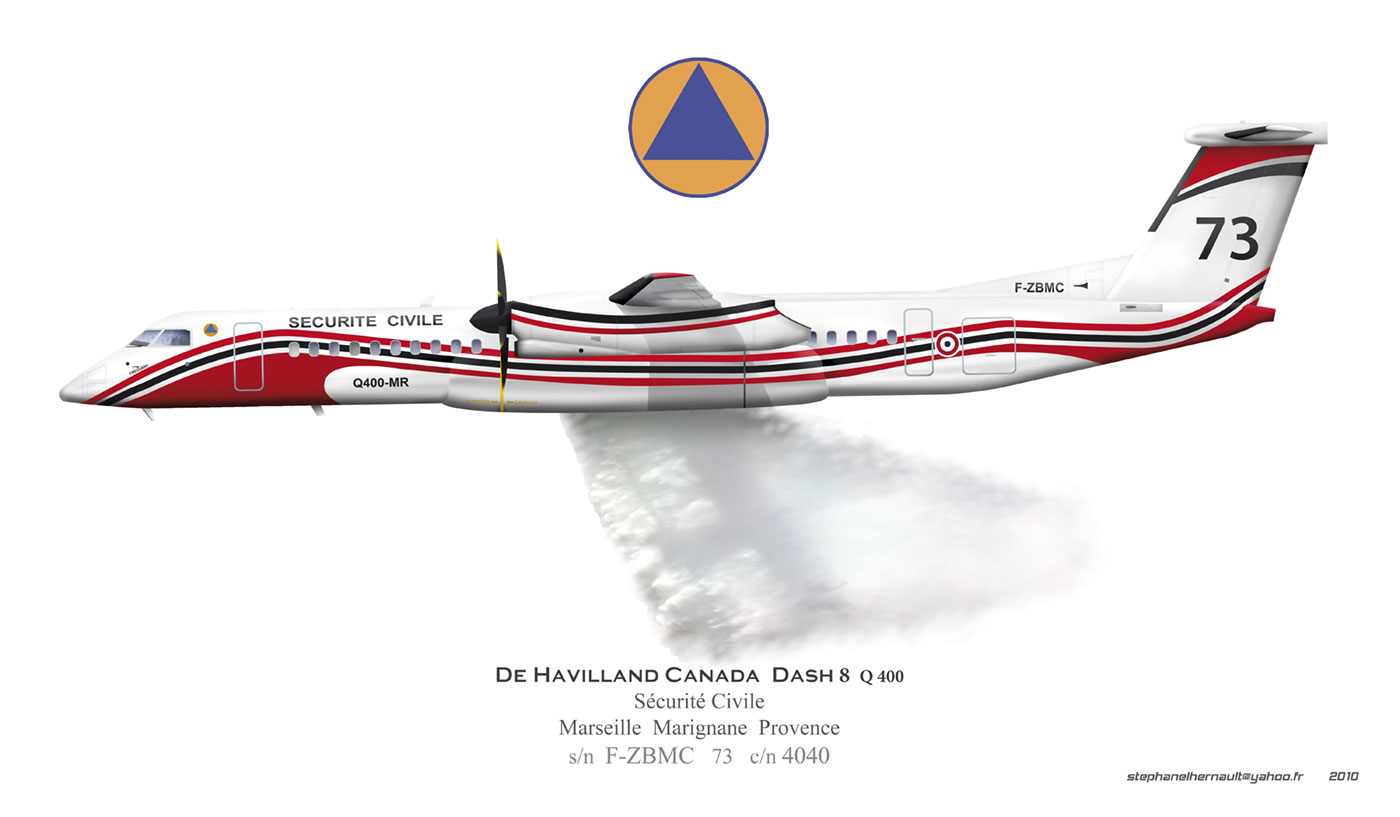
Sécurité Civile Q400-MR

DHC-8-400
DHC-8-401
DHC-8-402
Q400
Q400NextGen
Q400-MR
DHC-8 MPA-D8
DHC-8-402PF

## Tính năng kỹ chiến thuật
|                                         | Series 100                  | Series 200                  | Series 300                  | Series 400                  |
| --------------------------------------- | --------------------------- | --------------------------- | --------------------------- | --------------------------- |
| Giá (USD)                               | 12,5 triệu                  | 13 triệu                    | 17 triệu                    | 27 triệu                    |
| Đưa vào hoạt động                       | 1984                        | 1995                        | 1989                        | 2000                        |
| Kích thước máy bay                      |                             |                             |                             |                             |
| Chiều dài                               | 73 ft (22,25 m)             | 73 ft (22,25 m)             | 84 ft 3 in (25,68 m)        | 107 ft 8 in (32,81 m)       |
| Chiều cao                               | 24 ft 7 in (7,49 m)         | 24 ft 7 in (7,49 m)         | 24 ft 7 in (7,49 m)         | 27 ft 3 in (8,3 m)          |
| Đường kích khung thân                   | 8 ft 10 in (2,69 m)         | 8 ft 10 in (2,69 m)         | 8 ft 10 in (2,69 m)         | 8 ft 10 in (2,69 m)         |
| Chiều rộng cabin                        | 8 ft 3 in (2,51 m)          | 8 ft 3 in (2,51 m)          | 8 ft 3 in (2,51 m)          | 8 ft 3 in (2,51 m)          |
| Chiều dài cabin                         | 29 ft 10 in (9,1 m)         | 29 ft 10 in (9,1 m)         | 41 ft 4 in (12,6 m)         | 61 ft 8 in (18,8 m)         |
| Sải cánh                                | 84 ft 11 in (25,89 m)       | 84 ft 11 in (25,89 m)       | 90 ft (27,43 m)             | 93 ft 2 in (28,4 m)         |
| Diện tích cánh                          | 585.55 ft² (54,4 m²)        | 585.55 ft² (54,4 m²)        | 604.93 ft² (56,2 m²)        | 679.20 ft² (63,1 m²)        |
| Tham số hoạt động cơ bản                |                             |                             |                             |                             |
| Kíp lái                                 | 2                           | 2                           | 2                           | 2                           |
| Tổ tiếp viên                            | 1                           | 1                           | 1-2                         | 2-3                         |
| Động cơ                                 | 2 PW120A/PW121              | 2 PW123C/D                  | 2 PW123B                    | 2 PW150A                    |
| Số ghế thông thường                     | 37 (1 hạng)                 | 37 (1 hạng)                 | 50 (1 hạng)                 | 78 (1 hạng)                 |
| Số ghế tối đa                           | 37–39                       | 37–39                       | 50–56                       | 68–80                       |
| Vận tốc hành trình                      | 310 mph (500 km/h) 269 knot | 334 mph (537 km/h) 290 knot | 328 mph (528 km/h) 285 knot | 414 mph (667 km/h) 360 knot |
| Trần bay thông thường lớn nhất          | 25,000 ft (7.620 m)         | 25,000 ft (7.620 m)         | 25,000 ft (7.620 m)         | 27,000 ft (8.230 m)         |
| Tầm bay (có/không tải trọng)            | 1.174 dặm (1.889 km)        | 1.065 dặm (1.713 km)        | 968 dặm (1.558 km)          | 1.567 dặm (2.522 km)        |
| Tầm bay (w/LR tank)                     | n/a                         | n/a                         | 1.264 dặm (2.034 km)        | n/a                         |
| Chạy cất cánh với MTOW                  | 2.625 ft (800 m)            | 2.625 ft (800 m)            | 3.865 ft (1.178 m)          | 4.600 ft (1.402 m)          |
| Trọng lượng thiết kế                    |                             |                             |                             |                             |
| Trọng lượng cất cánh tối đa             | 36.300 lb (16.470 kg)       | 36.300 lb (16.470 kg)       | 43.000 lb (19.500 kg)       | 64.500 lb (29.260 kg)       |
| Trọng lượng hạ cánh tối đa              | 34.500 lb (15.650 kg)       | 34.500 lb (15.650 kg)       | 42.000 lb (19.050 kg)       | 61.750 lb (28.010 kg)       |
| Trọng lượng không nhiên liệu            | 32.400 lb (14.700 kg)       | 32.400 lb (14.700 kg)       | 39.500 lb (17.920 kg)       | 57.000 lb (25.850 kg)       |
| Sức chứa nhiên liệu tối đa              | 848 US gal (3.210 L)        | 848 US gal (3.210 L)        | 848 US gal (3.210 L)        | 1.748 US gal (6.616 L)      |
| Trọng lượng rỗng hoạt động thông thường | 23.111 lb (10.483 kg)       | 23.111 lb (10.483 kg)       | 25.995 lb (11.791 kg)       | 37.886 lb (17.185 kg)       |
| Tải trọng thông thường                  | 7.511 lb (3.407 kg)         | 7.511 lb (3.407 kg)         | 11.327 lb (5.138 kg)        | 19.114 lb (8.670 kg)        |